# 法圖斯·拜斯
法圖斯·拜斯（Festus Baise，1980年4月11日—），生於尼日利亞拉哥斯，尼日利亞裔香港足球運動員，司職中堅或防守中場，在香港居住滿7年後於2015年3月10日獲發香港特區護照，並在3月28日對關島國家隊的國際友誼賽首度代表香港隊，直到2015年12月以內援身份加盟中甲球會貴州智誠，並協助智誠升班挑戰中超和獲球會委任為隊長，更在2016年3月11日主場對北京國安的聯賽成為首名香港球員在中超賽事取得入球進帳。

## 球員生涯

### 南華
法圖斯生於尼日利亞拉哥斯，於2004年經足球經紀推薦來港並到甲組球會愉園及晨曦試腳，結果他不獲留用同時他因轉會窗剛關閉，而輾轉加盟乙組球會淦源，直到季中他轉會甲組百年老牌球會南華，並協助球會護級成功可惜他在球季結束後不獲留用。

### 公民
法圖斯於2005年7月遂轉會甲組球會公民，並在2007/08球季獲委任為球隊隊長，同時帶領球會奪得首個足總盃冠軍兼聯賽亞軍，更獲選為賽事最佳球員及在球季結束後首度當選香港足球明星選舉的最佳十一人，其後他再2011/12球季帶領公民奪得首個高級組銀牌賽冠軍並被選為賽事最佳球員，更在2012年初以隊長身份首度隨公民出戰亞協盃分組賽，雖然他在3月21日主場對緬甸球會仰光聯的分組賽時，於完場前單刀抽射破網錄得首個亞協盃入球，協助公民以2–1絕殺兼打破香港球會近14年不勝緬甸球會的宿命，可是結果公民在6場分組賽中錄得2勝1和3負的成績出局，而他在2012/13球季初居港滿7年後轉為本地球員身份，同時他在香港足總職員積極游說下決定放棄尼日利亞及加納雙重國籍，並於2012年12月10日向香港入境處遞交相關文件申請香港特區護照，直到2013/14球季，因公民選擇不會申請牌照參加新組成的港超聯而離隊。

### 太陽飛馬
結果法圖斯在2014年6月與部份隊友轉會港超聯球會太陽飛馬，並在9月21日對黃大仙的首場聯賽，即以正選身份為飛馬上陣，結果協助飛馬以1–0勝出，隨後他在2015年1月10日對和富大埔的聯賽，在44分鐘接應罰球頂進加盟後的首個入球，結果協助飛馬以4–1勝出，而他在2月9日對元朗的聯賽，在補時階段接應傳中頭槌破網，協助飛馬以3–2絕殺對手，而法圖斯在2015年3月10日‬經過一年半的等待後終於獲發香港特區護照，其後他再在4月5日對YFC澳滌的聯賽，在88分鐘門前補射破網協助飛馬以2–2逼和對手。

### 東方
法圖斯於2015年6月22日加盟港超聯球會東方，並與香港代表隊隊友基藍馬組成後防線，並在9月13日對標準流浪的首場聯賽，即以正選身份登場，結果協助東方以2–1勝出，隨後他在9月26日對傑志的聯賽，在補時階段接應傳中頭槌破網頂進加盟後的首個入球，結果協助東方以1–1逼和對手，直到2015年11月由於法圖斯在世界盃亞洲區外圍賽期間表現出色，其中在兩鬥排名高香港60位的中國國家隊都能賽和0–0，而他於兩場外圍賽均正選登場並踢滿全場，使他吸引到內地球會垂青直到12月以內援身份加盟中甲球會貴州智誠。

### 貴州智誠

#### 2016年球季
法圖斯於2015年12月以內援身份加盟中甲球會貴州智誠，而加盟後他一直是球會的常規正選中堅，在3月13日對梅州五華的首輪聯賽，便以正選身份登場並踢足全場，結果智誠以1–1賽和對手，隨後他在5月8日對深圳佳兆業的聯賽，於32分鐘接應角球頭槌破網取得加盟球會後的首個入球，結果協助智誠以2–1勝出，而他再在8月28日對青島中能的第24輪聯賽，在82分鐘首度戴上球會隊長臂章，結果協助智誠以3–1勝出，他在10月15日主場對天津權健的第29輪的榜首大戰，在補時階段的91分鐘15秒接應罰球頭槌破網協助智誠以2–1絕殺對手，最終貴州智誠作客擊敗新疆天山雪豹，以聯賽亞軍身份升班挑戰中超，而法圖斯於首季中甲聯賽內在各項賽事上陣28場錄得6球，作為貴州智誠的升班功臣和聯賽著名的帶刀侍衛。

#### 2017年球季
而36歲的法圖斯於升班後首季，在2017年2月23日的季前誓師大會獲貴州智誠委任為球會隊長，並在3月11日主場迎戰北京國安時首個擔當防守中場，更在22分鐘接應自由球頭槌破網取得首個中超進球，可是最終貴州被對手逼和1–1，而他於賽後獲評為賽事最佳球員，隨後他在5月27日對江蘇蘇寧的聯賽，於61分鐘接應角球頭搥死角撞內柱彈入網取得第二個中甲進球，而最終貴州智誠以2–2賽和對手，到7月22日他在聯賽對河北華夏幸福時，省中對方球員進網取得第三個頂級聯賽進球，結果協助貴州以4–3勝出，直到9月23日法圖斯於作客江蘇蘇寧時，於賽事初段右膝嚴重受傷，導致他缺席球會和香港隊賽事，結果貴州智誠初戰中超即以第8名完成賽季，遠超乎外界季前對球會的預期。

#### 2018年球季
隨着中國足協於2018年賽季放寬政策，重新允許每間中超及中甲球會能有1個內援名額，而內援必須是球員生涯首次在港澳台足球總會註冊的港澳台球員，內援政策改制後法圖斯經查證來港前並未在任何國家或地區足協注冊為球員，結果貴州智誠在2018年3月1日宣佈與法圖斯以內援身份續約兩年至2019年年底。

#### 自由身
中甲完結之後法圖斯返回祖家尼日利亞，直到2021年4月初才返來香港。法圖斯表示自己未退役，仍然想在香港再戰港超聯，不過暫時未找到球會。

## 國際賽生涯
法圖斯在2012/13球季居港滿7年後在香港足總職員積極游說下決定放棄尼日利亞及加納雙重國籍，並於2012年12月10日向香港入境處遞交相關文件申請香港特區護照，至2015年3月10日‬終於獲發香港特區護照，而他即於3月20日獲時任香港隊主教練金判坤首度徵召入選香港代表隊的名單，而法圖斯在3月28日主場對關島國家隊的國際友誼賽，正選登場首度代表香港代表隊於國際A級賽亮相，結果協助香港以1–0勝出，其後他在2015年6月獲徵召出戰2018年世界盃亞洲區外圍賽，其中他在兩鬥排名高香港60位的中國國家隊，都以正選身份踢滿全場能並協助香港賽和0–0，而總結整個系列的世界盃外圍賽為香港上陣7場，隨後37歲的法圖斯於2017年6月13日對朝鮮國家隊的亞洲盃外圍賽第三輪中，擔當防守中場位置並協助香港以1–1賽和對手，而結果他於賽後當選為賽事最佳球員。

## 港甲聯賽烏龍球
2011年12月16日，法圖斯於在旺角大球場對晨曦的聯賽做出一記驚世的蠍子擺尾式倒掛烏龍球，戰至80分鐘，當時晨曦在右路發動進攻將皮球傳入禁區，而正在回防的法圖斯當時嘗試以一記漂亮的蠍子擺尾動作解圍，但結果由於角度太過刁鑽、連公民門將飛身也未能碰到皮球，故皮球卻笠進己隊的龍門變成一記烏龍球，事後這記烏龍球獲英國《衛報》形容為歷來「最佳烏龍球」，而法圖斯更獲英國《太陽報》網站形容是「蠍子王」從此揚名國際，同時這記烏龍球在世界各地瘋狂轉載、在Youtube中的相關影片的觀看次數至當月近5百萬。

## 榮譽
公民
- 香港賀歲盃冠軍（2014年）
- 香港足總盃冠軍（2007–08季度）
- 香港甲組聯賽亞軍（2007–08季度）
- 香港高級組銀牌冠軍（2010–11季度）
- 香港高級組銀牌亞軍（2012–13季度）

港聯
- 省港盃冠軍（2009年）
- 香港賀歲盃冠軍（2008年）

貴州恆豐智誠
- 中國甲組聯賽亞軍（2016年）

個人
- 香港足球明星選舉 最佳十一人（2007–08、2009–10、2011–12季度）
- 香港足總盃 最佳球員（2007–08季度）
- 香港高級組銀牌 最佳球員（2010–11季度）

## 國際賽事紀錄
- 僅列出國際A級比賽

| 上陣次數 | 時間           | 地點                            | 對手       | 比數 | 賽事性質                   | 入球(累計) |
| -------- | -------------- | ------------------------------- | ---------- | ---- | -------------------------- | ---------- |
| 1        | 2015年3月28日  | 香港 旺角大球場                 | 關島       | 1–0  | 國際友誼賽                 | 0 (0)      |
| 2        | 2015年6月6日   | 吉隆坡 武吉加里爾國家體育場     | 马来西亚   | 0–0  | 國際友誼賽                 | 0 (0)      |
| 3        | 2015年6月11日  | 香港 旺角大球場                 | 不丹       | 7–0  | 2018年世界盃外圍賽         | 0 (0)      |
| 4        | 2015年6月16日  | 香港 旺角大球場                 | 馬爾地夫   | 2–0  | 2018年世界盃外圍賽         | 0 (0)      |
| 5        | 2015年9月3日   | 深圳 寶安體育中心               | 中國       | 0–0  | 2018年世界盃外圍賽         | 0 (0)      |
| 6        | 2015年9月8日   | 香港 旺角大球場                 |            | 2–3  | 2018年世界盃外圍賽         | 0 (0)      |
| 7        | 2015年10月8日  | 曼谷 拉加曼加拉體育場           | 泰國       | 0–1  | 國際友誼賽                 | 0 (0)      |
| 8        | 2015年11月7日  | 香港 旺角大球場                 | 緬甸       | 5–0  | 國際友誼賽                 | 0 (0)      |
| 9        | 2015年11月12日 | 馬累 國家運動場                 | 馬爾地夫   | 1–0  | 2018年世界盃外圍賽         | 0 (0)      |
| 10       | 2015年11月17日 | 香港 旺角大球場                 | 中國       | 0–0  | 2018年世界盃外圍賽         | 0 (0)      |
| 11       | 2016年3月24日  | 多哈 賈西姆本哈馬德體育場       |            | 0–2  | 2018年世界盃外圍賽         | 0 (0)      |
| 12       | 2016年9月1日   | 香港 旺角大球場                 | 柬埔寨     | 4–2  | 國際友誼賽                 | 0 (0)      |
| 13       | 2016年10月7日  | 柬埔寨 奧林匹克運動場           | 柬埔寨     | 2–0  | 國際友誼賽                 | 0 (0)      |
| 14       | 2016年10月11日 | 香港 旺角大球場                 | 新加坡     | 2–0  | 國際友誼賽                 | 0 (0)      |
| 15       | 2016年11月6日  | 香港 旺角大球場                 | 關島       | 3–2  | 2017年東亞盃外圍賽         | 0 (0)      |
| 16       | 2016年11月9日  | 香港 旺角大球場                 | 中華臺北   | 4–2  | 2017年東亞盃外圍賽         | 0 (0)      |
| 17       | 2016年11月12日 | 香港 旺角大球場                 |            | 0–1  | 2017年東亞盃外圍賽         | 0 (0)      |
| 18       | 2017年3月23日  | 約旦 安曼國際體育場             | 约旦       | 0–4  | 國際友誼賽                 | 0 (0)      |
| 19       | 2017年3月28日  | 黎巴嫩 卡密拉夏蒙體育中心體育場 | 黎巴嫩     | 0–2  | 2019年亞洲盃外圍賽第三輪   | 0 (0)      |
| 20       | 2017年6月13日  | 香港 香港大球場                 |            | 1–1  | 2019年亞洲盃外圍賽第三輪   | 0 (0)      |
| 21       | 2017年8月31日  | 新加坡 惹蘭勿剎體育場           | 新加坡     | 1–1  | 國際友誼賽                 | 0 (0)      |
| 22       | 2017年9月5日   | 馬來西亞 漢惹拔體育場           | 马来西亚   | 1–1  | 2019年亞洲盃外圍賽第三輪   | 0 (0)      |
| 23       | 2018年10月11日 | 香港 旺角大球場                 | 泰國       | 0–1  | 國際友誼賽                 | 0 (0)      |
| 24       | 2018年10月16日 | 印尼 威巴瓦穆蒂運動場           | 印度尼西亞 | 1–1  | 國際友誼賽                 | 1 (1)      |
| 25       | 2018年11月11日 | 臺灣 臺北田徑場                 | 中華臺北   | 2–1  | 2019年東亞足球錦標賽第二圈 | 0 (1)      |
| 26       | 2018年11月13日 | 臺灣 臺北田徑場                 |            | 0–0  | 2019年東亞足球錦標賽第二圈 | 0 (1)      |
| 27       | 2018年11月16日 | 臺灣 臺北田徑場                 | 蒙古国     | 5–1  | 2019年東亞足球錦標賽第二圈 | 1 (2)      |
| 28       | 2019年6月11日  | 香港 旺角大球場                 | 中華臺北   | 0–2  | 國際友誼賽                 | 0 (2)      |

## 外部連結
- 香港足球總會網頁球員註冊資料 （页面存档备份，存于）
- 英國太陽報網站 （页面存档备份，存于）
- 英國衛報報導 （页面存档备份，存于）